# Siran (Hérault)
 Siran  (en occitano Sira) es una población y comuna francesa, situada en la región de Occitania, departamento de Hérault, en el distrito de Béziers y cantón de Olonzac.

## Demografía
| 707 | 641 | 549 | 520 | 544 | 568 |
| Para los censos de 1962 a 1999 la población legal corresponde a la población sin duplicidades (Fuente: INSEE [Consultar]) |     |     |     |     |     |